# Мирабело Санитико
Мирабѐло Санитѝко (на италиански: Mirabello Sannitico) е село и община в Южна Италия, провинция Кампобасо, регион Молизе. Разположено е на 600 m надморска височина. Населението на общината е 2165 души (към 2010 г.).